# ゴードン・ロウ
サー・フランシス・ゴードン・ロウ（Sir Francis Gordon Lowe, 1884年6月21日 - 1972年5月17日）は、イングランド・バーミンガム市出身の男子テニス選手。1915年の全豪選手権男子シングルス優勝者である。彼は2歳年下の弟、アーサー・ロウ（1886年 - 1958年）とともに「ロウ兄弟」の兄弟テニス選手として活動し、兄弟ペアで1921年のウィンブルドン選手権男子ダブルス準優勝も記録した。右利きの選手。
彼のフルネームが「フランシス・ゴードン・ロウ」であることから、テニス文献や優勝記録表では「ゴードン・ロウ」（Gordon Lowe）と「フランシス・ロウ」（Francis Lowe）が混在していることが多いが、これは同一人物を指している。ダブルス・パートナーでもあった弟のアーサー・ホールデン・ロウとは区別が必要になる。ビル・チルデンの著書『ローンテニスの芸術』によれば、フランシス・ゴードンとアーサー・ホールデンは「ロウ兄弟」（the Lowes）として広く知られていた。チルデンの説明によれば、2人ともオーソドックスなテニススタイルで、優れたベースライン・プレーヤーであるが「ボレーが防御的で、積極性に欠ける」と評された。

## 来歴
フランシス・ゴードン・ロウは1906年、22歳の時からウィンブルドン選手権に出場し始めた。5年後の1911年、彼は当時行われていた「チャレンジ・ラウンド」（挑戦者決定戦）の準決勝に進み、同じイギリスの先輩選手ハーバート・ローパー・バレット（1873年 - 1943年）に敗れた。1914年のウィンブルドンで、ゴードンとアーサーの「ロウ兄弟」はウィンブルドン男子ダブルスのチャレンジ・ラウンド決勝に進んだが、ノーマン・ブルックス（オーストラリア）&アンソニー・ワイルディング（ニュージーランド）の組に 2-6, 6-8, 1-6 で敗れ、前年度優勝ペアへの挑戦権を逃した。当時のウィンブルドン選手権は、大会前年度優勝者（ダブルスは優勝ペア）を除く全選手が1回戦からトーナメントを戦い、それを制した選手（ペア）が「チャレンジ・ラウンド」の勝者として、自動的に決勝に出場できる前年度優勝者とタイトルを争う「オールカマーズ・ファイナル」方式を採用していた。1914年夏に勃発した第1次世界大戦の影響により、ウィンブルドン選手権は1915年-1918年まで4年間開催中止となった。
ゴードン・ロウが優勝した1915年全豪選手権は、戦時中の8月に開かれた。下記参考文献に挙げたブルース・マシューズ著『Game, Set and Glory: A History of the Australian Tennis Championships』（ゲーム・セット・栄冠-オーストラリア・テニス選手権の歴史）の9ページによれば「テニス界は、3ヶ月前に起きたワイルディングの戦死を嘆き悲しんでいた」と記されている。アンソニー・ワイルディングがフランスで戦死したのは1915年5月9日であったことから、全豪選手権は8月に開かれたと考えられる。ロウが地元オーストラリアのベテラン選手、ホーレス・ライスを 4-6, 6-1, 6-1, 6-4 で破った時も、当時の新聞報道は毎日のようにダーダネルス海峡で行われていたガリポリの戦いの負傷者・戦死者リストを掲載していた。ちょうど全豪選手権の開催中に、ロウと同じイギリス男子テニス界の実力者、ジェームズ・パークもこの戦いで負傷したとのニュースが届いた。それだけに「ロウの全豪優勝は、イギリスにいくばくかの喜びをもたらした」と述べられている。戦争の影響で、全豪選手権も1916年から1918年まで3年間開催中止となった。
悲惨を極めた第1次世界大戦は1918年11月に終結し、テニス競技大会は終戦後の1919年から開催が再開された。1921年のウィンブルドン男子ダブルスで、ゴードンとアーサーの「ロウ兄弟」は7年ぶり2度目のチャレンジ・ラウンド決勝に進出した。この年は、前年度の男子ダブルスを制したアメリカペアのリチャード・ウィリアムズ&チャールズ・ガーランド組が出場しなかったことから、チャレンジ・ラウンド決勝で優勝を争った。ロウ兄弟は決勝でランドルフ・ライセット&マックス・ウーズナム組に 3-6, 0-6, 5-7 で敗れ、ウィンブルドン優勝を逃した。この1921年大会を最後に、ウィンブルドン選手権では「チャレンジ・ラウンド」と「オールカマーズ・ファイナル」方式が廃止された。1922年以後、すべての選手が1回戦からトーナメントに出場するようになり、現在に至っている。
ウィンブルドン・ダブルスで準優勝した1921年、ゴードン・ロウは37歳にして初めて男子テニス国別対抗戦・デビスカップのイギリス代表選手に起用された。この年は、キャリアで唯一の出場となった全米選手権でシングルスのベスト8もあり、準々決勝でビル・チルデンに 4-6, 3-6, 4-6 のストレートで完敗した。チルデンの著書の中では、ロウ兄弟は当時の世界王者にあまり感銘を与えられなかったと考えられる。ロウの最後の好成績は、1923年ウィンブルドン選手権のベスト4であった。競技システムの変更を経て、彼は12年ぶり2度目の準決勝に進んだが、フランシス・ハンター（アメリカ）に 3-6, 5-7, 4-6 のストレートで敗れた。デビスカップには1921年・1922年・1925年の3度出場し、通算6勝2敗（すべてシングルス戦）の成績を残したが、黒星をつけられた相手はマニュエル・アロンソ（スペイン）とジェームズ・アンダーソン（オーストラリア）であった。
ゴードン・ロウは1926年までウィンブルドン選手権に出場を続け、後にイギリス政府からサーの称号を与えられた。弟のアーサー・ロウは兄よりも14年早く亡くなり、1958年10月22日にロンドンで死去する。ゴードンは1972年5月17日、88歳を迎える1ヶ月前にロンドンでその生涯を閉じた。

## 主な成績
- 全豪選手権 男子シングルス優勝・男子ダブルス準優勝：1915年
- ウィンブルドン選手権 男子ダブルス準優勝：1921年/男子シングルス・ベスト4：1911年、1923年
- 全米選手権 男子シングルス・ベスト8：1921年